# Tony Verga
Tranquillo Vergalli, detto Tony Verga (Bibbiano, 1942 – Bibbiano, 23 agosto 2017), è stato un musicista e cantante italiano; fisarmonicista, compositore, arrangiatore e capo orchestra..

## Biografia
Nel 1960 vinse il "Campionato italiano di fisarmonica" a Gavardo, concorso nazionale che gli portò un contratto discografico con la Fonola Dischi, con cui incise i primi 45 giri con la sua orchestra da ballo.
Il brano Ballerina, inciso nel 1975, divenne il suo maggiore successo, presentato nella trasmissione televisiva della RAI Insieme, facendo finta di niente condotta da Enza Sampò e Giancarlo Dettori.
A maggio 2017, poco prima della morte, pubblicò la sua autobiografia "Volevo essere Tranquillo".
Nel 2018 il suo paese, Bibbiano, gli ha dedicato un tributo.

## Discografia parziale

### 33 giri
- 1972: Tony Verga E La Sua Orchestra Folkloristica (Saint Martin Record, SMRL 4004)
- 1982: Ti voglio bene (Kansas, KAM 801)

### CD
- 2008: Fisarmonica In Allegria Vol. 1 (D.V. More Record, DV 2188)

### 45 giri
- 1962: Scherzando/Capricciosa (Fonola Dischi, NP 1256)
- 1962: La mazurka di Luisa/Spericolata (Fonola Dischi, NP 1279)
- 1963: Aliante/Cesarina (Fonola Dischi, NP 1292)
- 1974: Vieni con noi al mare/Micio (Ducale, DUC 247)
- 1975: Ballerina/Quadriglia (Ducale, DUC 248)
- 1982: Ti voglio bene/Questa fisarmonica (Kansas, KANNP 504)